# Подводный буксировщик
Подводный буксировщик (англ. Diver Propulsion Vehicle, DPV) — аппарат, относящийся к снаряжению для подводного плавания и позволяющий аквалангисту преодолевать большие расстояния, не затрачивая при этом значительных усилий на гребки ластами.
В общем виде буксировщик представляет собой изготовленный из твёрдого материала обтекаемый корпус, разделенный на отсеки, где размещены:
- Аккумуляторная батарея;
- Двигатель;
- Вал с гребным винтом.

Вся конструкция при этом обладает нейтральной или близкой к ней плавучестью

## Типы буксировщиков

### Майале (человекоуправляемая торпеда)

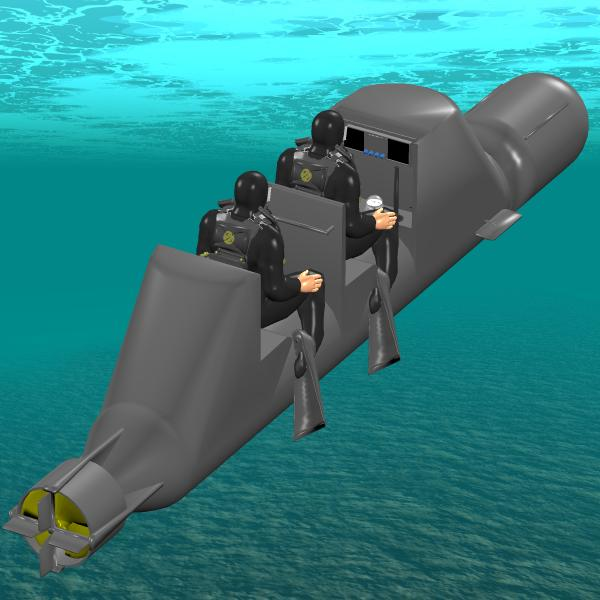
Человекоуправляемая торпеда с двумя пловцами на борту

Эта разновидность буксировщика представляла собой средство боевого применения против кораблей противника, находящихся у причала или на рейде.
Идея конструкции принадлежит итальянским морским офицерам — лейтенантам-инженерам Тезео Тезеи и Элиосу Тоски. Официальное название — «торпеда медленного хода»,SLC, однако из-за трудностей управления и поддержания нейтральной плавучести аппарат был прозван «Свинья»
Впервые это средство было применено итальянскими же боевыми пловцами, затем конструкция была скопирована англичанами по образцу захваченных итальянских «свиней».
Английский вариант получил название «Колесница»
Немецкому же командованию секрет этого оружия был передан итальянцами, сконструированная специалистами германского ВМФ торпеда стала называться «Негер».

#### Особенности конструкции и применения «свиней»

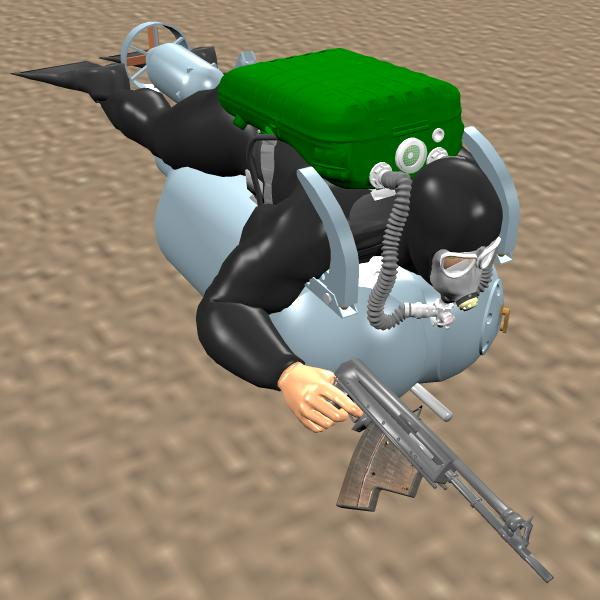
Пловец с аппаратом-ребризером ИДА-71 использует буксировщик Протей 5. В правой руке — АПС

В передней (головной) части корпуса торпеды располагался отделяемый заряд взрывчатого вещества со взрывателем, являвшийся по сути миной замедленного действия. В верхней части корпуса находилось сиденье для двух человек — водителя и минёра. В качестве силовой установки использовался электродвигатель.
Торпеда доставлялась к месту проведения операции при помощи плавсредства, обычно подводной лодки, при этом торпеда прикреплялась снаружи к корпусу лодки. Водитель и минер, одетые в гидрокостюмы и снабжённые кислородными ребризерами для дыхания, сняв торпеду с креплений и сидя на ней верхом, пробирались под водой к вражескому кораблю и, прикрепив отделяемую головную часть к его днищу, включали часовой механизм взрывателя. После этого верхом на той же торпеде нужно было добраться до корабля-носителя. Но часто из-за недостатков конструкции «свинью» приходилось затапливать, а боевые пловцы вынуждены были вплавь добираться до берега, где им либо удавалось перебраться к своим, либо они попадали в плен.

### Скутер
Буксировщик для рекреационного дайвинга. В качестве движителя используется гребной винт, приводимый в действие электродвигателем. На корпусе по сторонам размещаются рукоятки, расположенные на манер велосипедного руля, на которых находятся кнопки пуска/остановки двигателя а также регулирования скорости. Кнопки выполнены в виде пластин, позволяющих нажимать на них даже в толстых перчатках.
Дайвер принимает горизонтальное положение в воде, берётся вытянутыми руками за рукоятки, после чего запускает двигатель нажатием на кнопку и аппарат тянет (буксирует) пловца за собой. В этом и главный недостаток — струя воды попадает в человека и тормозит его, к тому же заняты обе руки.

### Подводный велосипед
Устройство для рекреационного дайвинга и снорклинга.
Приводится в действие мускульной силой ног. Энергия пловца передается путем вращения педалей, размещенных на корпусе, через редуктор на двухлопастной винт.

Использование подводного велосипеда Seabike (Сибайк) в снорклинге

### Другие типы
- Фантастический подводный буксировщик показан в фильме Бриллиантовая рука (в сцене рыбалки у Белой Скалы). Аквалангист крутил ручку, которая расположена сбоку корпуса буксировщика — эта ручка приводит в действие винты подводного аппарата. Эффективность такого устройства ничтожна — сила двух ног заменяется силой одной руки, при этом сечение аппарата лишь увеличивает лобовое сопротивление.